# Hemisphaerius imitatus
Hemisphaerius imitatus är en insektsart som beskrevs av Melichar 1906. Hemisphaerius imitatus ingår i släktet Hemisphaerius och familjen sköldstritar. Inga underarter finns listade i Catalogue of Life.